# ميخائيل سكينر
ميخائيل سكينر (بالإنجليزية: Michael Skinner)‏ هو ساحر استعراضي أمريكي، ولد في 1941، وتوفي في 1998.